# Pod Płaśniami
Przełęcz pod Płaśniami lub Przełęcz pod Płaśnią (słow. pod Plašnou) – położona na wysokości 835 m n.p.m. (znajdująca się na rozdrożu szlaków słowacka tabliczka informacyjna podaje 840 m) przełęcz w słowackich Pieninach w południowym grzbiecie Grupy Golicy. Jest to płytka i słabo zaznaczona przełęcz pomiędzy wschodnim grzbietem Płaśni (889 m) a zachodnim wierzchołkiem Aksamitki (850 m). Znajduje się na granicy lasu i niewielkiej, opadającej na północną stronę stoku polany. Pod lasem krzyżują się dwa szlaki turystyczne.
Miejsce jest mało widokowe, z polanki jedynie ograniczone widoki. W lesie po wschodniej stronie przełęczy przy szlaku turystycznym skałki wapienne. Dobry punkt widokowy znajduje się natomiast nieco niżej, przy zielonym szlaku do Haligowców (powyżej Haligowskich Skał).

## Szlaki turystyczne
czerwony: Czerwony Klasztor – Przełęcz pod Klasztorną Górą – Płaśnie – przełęcz Pod Płaśniami – Aksamitka – Przełęcz pod Tokarnią – Wielki Lipnik. 3:15 h, ↓ 2:45 h
  zielony: Leśnica – przełęcz Pod Płaśniami – Haligowce. 2:05 h, ↓ 2.05 h